# 林肯縣 (喬治亞州)
林肯縣（英語：Lincoln County）是美國喬治亞州東北部的一個縣，東北與南卡羅萊納州相接。面積666平方公里。根據美國2000年人口普查，共有人口8,348人。縣治林肯頓（Lincolnton）。
成立於1796年2月20日。縣名紀念美國獨立戰爭將領本傑明·林肯（Benjamin Lincoln）。